# 仁川タワー
松島仁川タワー（ソンド・インチョン・タワー, 朝鮮語: 송도 인천타워,英語: 102 Incheon Tower）は大韓民国仁川広域市に建設が進んでいた超高層ビル。尖塔までの高さは487メートル、102階建てで、近くに立地する北東アジア貿易タワー（高さ305メートル）をしのぐだけでなく東アジアでも有数の高さのビルとなる予定だった。仁川タワーの予定地は、東アジアのビジネスや観光の拠点として開発がすすめられている松島新都市（New Songdo City）という経済自由地域で、仁川都心部から南に10㎞ほどの位置にあり、仁川国際空港とは仁川大橋で結ばれている。

## 設計
新都市のシンボルとなる超高層ビルの設計は、アメリカのアトランタに拠点を置く建築家・不動産開発業者のジョン・ポートマン（John Portman）が率いるポートマン・ホールディングスが松島新都市の開発に当たる仁川経済自由区域庁と契約しており、すでに設計案が発表されていた。ビルはツインタワーになっており、地上から途中までは一つにつながっているほか、ツインタワー部には三か所に連絡橋が造られ行き来できるようになっている。用途はオフィス、住居、ホテルの複合用途とされている。
当初は151階建て、高さ587メートルとされており、他のビルとの高さ競争を意識して尖塔の高さを増すことができるようになっていた。報道によっては高さ601メートルとしたものもあった。完成時にはブルジュ・ハリーファ（818メートル）などに次ぐ世界有数の超高層ビル、かつ世界最高層のツインタワーとなる予定だった。仁川タワー、人工湖などを含むランドマーク・シティ全体は2017年完成を目指して開発が進んでおり、タワーを取り囲む住宅や商業施設の利益でタワー建設費をカバーする計画だった。

## 工事
事業を施行するのは、ポートマン・ホールディングスと三星物産と現代建設が構成する特別目的法人（SPC）の「松島ランドマークシティ有限会社」（SLC）で、2007年8月27日、仁川タワーを含むランドマーク・シティ（Landmark City）を建設する契約を行い、松島国際都市の6・8工区227万7000㎡（69万坪）の権利を取得した。2008年6月20日、李明博大統領とアン・サンス仁川市長らが出席して着工式が行われ、同年6月25日に起工し、当初は2012年完成を目指していた。
しかし、着工直後の世界金融危機の影響により不動産市場が不透明となり、2010年の段階で完成時期は2015年に延期されている。当初の完成予定を過ぎた2015年現在も、敷地は更地のままで工事はほとんど進んでいなかった。
仁川タワーの敷地は1坪（3.3㎡）当たり240万ウォンで、土地代は1兆6500億ウォンにのぼるが、SLCは仁川経済自由区域庁との契約で、事業の進捗に合わせて土地を取得することとし、契約金などを全く出さずに6年間も開発事業施行者の位置にあり続けた。これが批判され、SLCと仁川市との関係についての疑惑を呼んでいた。松島新都市をはじめとする多数の意欲的な開発計画により多くの負債を抱えていた仁川広域市は、ビルの高さを587メートルから487メートルに縮小する案を主張し、開発面積の半分の返還を求めたが、施工会社であるSLC（松島ランドマークシティ有限会社）は原案どおりの建設を主張して対立した。2013年11月にはSLCが契約破棄をする意思を打診し始めた。

## 計画断念
2014年7月9日、仁川経済自由区域庁は、仁川タワー建設計画の失敗を明らかにした。仁川経済自由区域庁はSLCと、事業計画の変更について合意し、1年以内にタワーの代わりになるランドマークの開発計画を出すこととされた。また仁川経済自由区域庁はSLCとの交渉で、当初付与した6・8工区228万㎡の開発事業権のうち194万㎡を回収し、残りの33万9900㎡をSLCに売却することで2015年1月に最終合意した。
仁川経済自由区域庁はタワー予定地の開発を再スタートするために、ラスベガスのショッピングセンターをベンチマーキングした「エキスポ・シティ」を造成する案を米国系事業者と協議したが、進展がなく不発に終わった。結局、敷地のほとんどが収益性の高いアパートや住宅商店複合建築として開発され、ランドマークとなるはずだった土地がベッドタウンに終わる懸念が高まったため、2016年12月27日、仁川経済自由区域庁は、松島6・8工区の中心部分128万1078.9㎡をマンション、一戸建て住宅、住商複合建築などが合わさった国際業務地区として造成する計画を発表し、開発者の公募に踏み切った。
タワー計画の失敗の原因として、外国企業誘致を最優先目標に設定したはずの松島国際都市は、首都圏に投資を集中させないための首都圏整備法の適用対象に含まれるため、法人税減免や企業補助金などの特典を与えることができず、企業誘致が不振になったことが挙げられている。